# Сутэй цай
Сутэй цай, монгольский чай (монг. сүүтэй цай, от монг. сүү — молоко, монг. -тэй — аффикс «с кем, с чем», монг. цай — чай, буквально «чай с молоком») — традиционный монгольский напиток. Приготавливается из зелёного чая и молока с добавлением жира, соли, муки и риса. Сутэй цай пьют несколько раз в день, в мясной трапезе он выполняет функцию супа.

## Приготовление
Основные ингредиенты напитка — вода, молоко, чай и соль. Чай обычно используется зелёный плиточный (кирпичный), при приготовлении его растирают в порошок. Чай заваривают из расчёта 1—3 столовых ложки порошка на литр холодной воды. Когда чай закипит, в него добавляют 0,25—0,5 литра молока на литр чая. Если добавить большее количество молока, вплоть до соотношения 1:1 с водой, напиток будет более соответствовать старинной рецептуре. Молоко берут цельное коровье, овечье или верблюжье. Молоко является очень желательным ингредиентом, но при необходимости чай можно приготовить и без него.
По желанию в напиток добавляют одну столовую ложку масла: используют топлёное сливочное масло яка (шар тос), коровье или верблюжье. Блюдо загущают добавлением 50—100 г пшеничной муки (иногда применяют ячменную или ржаную муку), предварительно пережаренной с маслом. Добавляют 0,5—1 стакана риса или другой крупы (пшено, сорго). Напиток солят по вкусу и снова доводят до кипения. Иногда добавляют горошины горького чёрного перца по одному зерну на стакан напитка, слегка обжаренное баранье курдючное сало, костный мозг барана.
При приготовлении напиток обычно перемешивали черпаком движением снизу вверх, выливая чай обратно в сосуд с высоты, вплоть до закипания. В наше время перемешивание обычно опускают.
Кирпичный или плиточный зелёный чай, используемый для приготовления напитка, состоит из спрессованных стеблей и листьев низкого качества. Плитки хорошо хранятся, перед приготовлением от них откалывают необходимое количество чая. В продаже имеется растворимый пакетированный сутэй цай для быстрого приготовления.

## История
Молоко является очень важной составляющей рациона питания в Монголии. Монголы употребляют молоко разных животных — коров, верблюдов, лошадей, яков, коз и овец, чаще других употребляется коровье молоко. По традиции в Монголии не пьют чистую воду. Вероятно, это связано с верованием, что вода священна. В середине XIII века францисканский монах Гильом де Рубрук посетил Монгольскую империю. Во время путешествия Рубрук отметил, что монголы «очень опасаются пить чистую воду». Такие напитки, как сок и вино, в Монголии не были доступны, и население предпочитало вместо воды пить молоко и молочные продукты, в том числе сутэй цай и айран (молочный слабоалкогольный напиток из перебродившего кобыльего молока). Чай с молоком, мукой и курдючным жиром порой служит кочевникам единственной пищей на протяжении многодневных переходов.

## Популярность
Монголы очень любят сутэй цай. Европейцы и американцы не сразу привыкают к его характерному вкусу, в частности, из-за наличия соли.
Сутэй цай — один из самых распространённых напитков в Монголии. Его часто употребляют во время еды и в течение дня. Сутэй цай обычно подают гостям в монгольских юртах. К чаю гостям предлагают блюдо с закусками, печеньем, жареными на бараньем жире кусочками теста — борцогом. Во время трапезы сутэй цай обычно подают в начале, в ожидании мясного блюда. Чай подаётся в пиалах, хозяйка подносит гостю пиалу обязательно двумя руками. Этикет требует от гостя во время питья держать пиалу правой рукой или двумя руками. Пьют сутэй цай медленно, разговаривать во время чаепития не было принято.